# 制革
制革，即製造皮革，是指將動物的皮進行加工處理製成皮革的過程，包括準備階段、鞣制、半硝這三個步驟。該過程會將動物皮中含有的蛋白質結構永久性轉變，使其更加耐用、不易降解，有的處理過程還會將皮革染色。
在制革之前，制革工人會將皮去毛、去油、去鹽，並在水中浸泡6小時至2天不等。這一過程會產生大量的異味，因此通常在城外郊區中進行。傳統上，制革需要用到鞣質，一種酸性化合物。第一次工業革命期間，制革工人開始改用三價鉻溶液。
皮革製作過程
剖皮：
將牛皮從牛身上剝下，通常採用開肚留背的方式。
乾製：
在醃制過程中，皮革表面會均勻地撒上一層鹽，這不僅防止皮革變硬，還有助於吸收表面的水分。鹽的種類和量會根據氣候與當地環境改變。
去肉去油脂：
將皮革浸泡在去油脂的溶液中，以去除皮革肉質纖維中的油脂和蛋白質，使用皮革專用的雙柄刮肉刀，刮除皮革肉質纖維。
鹽浸：
將皮革浸泡在鹽水中，以防止腐敗並幫助保存皮革。
去鹽：
從鹽水中取出皮革，以大量清水去除鹽分。
削薄：
將牛皮削薄至約1.2～1.6mm，以使溶劑更容易滲透到皮革纖維中。
酸化：
將皮革放入酸水中，以降低pH值。這有助於去除皮革中的不純物，同時促進鞣劑的滲透。
鞣製：
主要可分為植物鞣製和鉻鞣製兩種，各工廠使用不同的鞣製配方。
拉伸：
使用夾子或釘子將皮革拉伸固定，以防止皮革在鞣製過程中收縮。
染色：
將皮革浸泡在染料中，確保染色的均勻度和深度。
定色：
確保染色效果持久並防止褪色，通常在染色後將皮革浸泡在特殊的定色劑中。
飾面處理：
例如打蠟、打光、上油等，以增強皮革表面的光澤和質感。
皮革完成：
進行整理、檢查、分級和包裝。
知識補充
植物鞣製和鉻鞣製兩種優劣勢比較
鉻鞣製的優點：生產效率高，皮革柔軟度好，強度高。
鉻鞣製的缺點：環境污染和健康風